# Karl Flodin
För arkitekten med samma namn, se Karl Flodin (arkitekt)
Karl Theodor Flodin, född 10 juli 1858 i Vasa, död 29 november 1925 i Helsingfors, var en finländsk musiker och skriftställare.
Flodin blev filosofie magister 1886 och var sedan en högt skattad musikkritiker i Helsingforstidningarna Nya Pressen och Helsingfors Posten. Han var publicist för Helsingfors Posten mellan 1902 och 1905. År 1901 grundade han musiktidskriften Euterpe, ett organ för litterära intressen. År 1900 utgav han essäsamlingen Finska musiker och andra uppsatser i musik och 1922 en biografi över Martin Wegelius. Flodin skrev många kompositioner för piano, solosång och blandad kör, inklusive Rose-Marie, sång med pianoackompanjemang (1887). År 1931 utkom en samling av Flodins essäer och kritiker, Musikliv och reseminnen, redigerad av Erik Kihlman.
Flodin bodde i Buenos Aires mellan 1912 och 1921 tillsammans med sin maka, sångerskan Adée Flodin. 

## Verk
- Rose-Marie. Sång med pianoackompanjemang (1887)[4]
- Finska musiker och andra uppsatser i musik (1900)
- La musique en Finlande (1900)
- Martin Wegelius: Levnadsteckning (1922)
- Musikliv och reseminnen (1931) — redigerad av Erik Kihlman
- Albert Edelfelt: En folkelig minnesskrift (1905) — tillsammans med Petrus Nordmann
- Richard Faltin och hans samtid (1934) — tillsammans med Otto Ehrström